# Ramblers (orkester)
Ramblers (även Ramblers-orkesteri) var en finländsk dans- och jazzorkester, som grundades i Helsingfors på 1920-talet. Dirigent åren 1931–1952 var Klaus Salmi, som också spelade trombon, cello, trumpet och valthorn.

## Bakgrund
Ramblers grundades ur orkestern Zamba under slutet av 1920-talet av trombonisten Klaus Salmi, som fick sällskap av klarinettisten Tommy Tuomikoski, gitarristen och sångaren Leo Adamson samt sousafonisten Marle Wilkin. Kort därpå anslöt sig tenorsaxofonisten Lelle Andersen, trumpetaren Alvar Kosunen, pianisten Eero Hyvärinen och trummisen Jomi Leino. Den första skivinspelningen gjorde Ramblers 1931, då Leo Adamson sjöng Muistan sua, Elaine och Onnen maa. Under båda inspelningarna gjorde Salmi improviserade solon. Under en lång tid på 1930-talet spelade Ramblers på möteshuset i Åbo, men flyttade på hösten 1939 sin verksamhet till Helsingfors. Medlemmarna varierade; under en tid medverkade pianisterna Asser Fagerström, Aarre Koskela och Toivo Kärki samt trummisarna Jomi Leino och Gösta Hagelberg. Saxofonister var Eddy Rönnqvist, Kaarlo Valkama och sångare blev sedermera Eero Väre, som också spelade violin och klarinett.
I februari 1937 inträdde Matti Jurva i Ramblers, där han var solosångare och spelade diverse instrument. 1952 gjorde Ramblers sitt sista offentliga framträdande. Därefter ingick några medlemmar i musikgrupper med Jorma Ikävalko. Dirigenten Klaus Salmi flyttade från Helsingfors till Kuopio och fortsatte att arbeta med Ramblers som hobbyverksamhet åren 1975–1985. Ramblers blev sedermera stilbildande inom jazzen och dess musik framfördes i Finlandiahuset, på Yle och MTV. Ett sista album utgavs 1979.